# Амбријеф
Амбријеф (фр. Ambrief) насеље је и општина у североисточној Француској у региону Пикардија, у департману Ен (Пикардија) која припада префектури Соасон.
По подацима из 2011. године у општини је живело 63 становника, а густина насељености је износила 14,0 становника/km². Општина се простире на површини од 4,5 km². Налази се на средњој надморској висини од 136 метара (максималној 166 m, а минималној 76 m).

## Демографија
| 1962. | 1968. | 1975. | 1982. | 1990. | 1999. | 2011. |
| ----- | ----- | ----- | ----- | ----- | ----- | ----- |
| 105   | 119   | 108   | 87    | 91    | 84    | 63    |

График промене броја становника у току последњих година